# Ненсі Гоґсгед-Макар
Ненсі Лін Гоґсгед, у шлюбі Гоґсгед-Макар (англ. Nancy Hogshead-Makar; нар. 17 квітня 1962, Айова-Сіті, штат Айова, США) — американська плавчиня, трикратна олімпійська чемпіонка та срібна призерка Олімпійських ігр 1984 року. Внесена до Міжнародної зали плавання (1994).

## Життєпис
Народилася 17 квітня 1962 року в місті Айова-Сіті, штат Айова. У 11 років з сім'єю переїхала у місто Джексонвілл, штат Флорида. Тут почала займатися плаванням у тренера Ренді Різа.
Спортивну кар'єру розпочала в 1977 році, у 14 років, встановивши свій перший американський рекорд.
Навчалася в Дюкському університеті. Під час навчання, у 1981 році, була зґвалтована під час пробіжки по кампусу.
Ненсі Гоґсгед пройшла кваліфікацію на літні Олімпійські іграх 1980 року в Москві, але США бойкотували змагання.
У січні 1983 року Ненсі Гоґсгед залишила Дюкський університет, щоб тренуватися до Олімпіади 1984 року в Каліфорнії.
1984 року виграла три золоті та одну срібну медалі на Літніх Олімпійських іграх 1984 року в Лос-Анджелесі.
У 1994 році Ненсі Гоґсгед увійшла до Міжнародної зали плавання.
Після завершення спортивної кар'єри Ненсі Гоґсгед-Макар закінчила Школу права Джорджтаунського університету та розпочала приватну практику в Джексонвіллі, штат Флорида.
З 2001 по 2013 рік Ненсі Гоґсгед-Макар викладала у Прибережній школі права Флориди.
У 2004—2012 роках була співголовою Комітету з прав людини Американської асоціації адвокатів (ABA).
2014 року вона створила організацію «Жінки-чемпіонки», яка виступає за подолання сексуального насильства у спорті та нерівності у спорті.

## Приватне життя
10 жовтня 1999 року Ненсі Гоґсгед одружилася з адвокатом правничої фірми «Holland & Knight» Скоттом Макаром. Народила сина Аарон та дочок-близнят — Гелен Клер та Міллісент.

## Виступи на Олімпіадах
На літніх Олімпійських іграх 1984 року в Лос-Анджелесі Ненсі Гоґсгед завоювала три золоті та одну срібну медаль, ставши найбільш титулованою плавчинею на Іграх.
| Олімпіада         | Дисципліна                               | Результат | Місце |
| ----------------- | ---------------------------------------- | --------- | ----- |
| Лос-Анджелес 1984 | 100 м. Вільний стиль. Жінки.             | 55.92     | 1     |
| Лос-Анджелес 1984 | 4х100 м. Естафета вільним стилем. Жінки. | 3:43.43   | 1     |
| Лос-Анджелес 1984 | 4х100 м. Комбінована естафета. Жінки.    | 4:08.34   | 1     |
| Лос-Анджелес 1984 | 200 м. Батенрфляй. Жінки.                | 2:15.17   | 2     |